# 塞米哈特基 (札波羅熱州)
46°34′59″N 35°3′5″E / 46.58306°N 35.05139°E
塞米哈特基（羅馬化：Semykhatky）曾是烏克蘭東南部的村莊，由扎波羅熱州的亞基米夫卡區負責管轄，於2011年正式被註銷。該村始建於1850年，在註銷前面積0.11平方公里，海拔高度7米，2001年人口4，人口密度每平方公里36.4人。